# Мурсалов, Шохуб Османович
Шохуб Османович Мурсалов (тал. Шоһуб Мурсәлов; 1896, Пенсар, Бакинская губерния — 7 мая 1943, Ильский, Краснодарский край) — талышский педагог, переводчик, общественный деятель, видный деятель талышского национально-культурного возрождения 1930-х годов, участник Великой Отечественной войны.

## Биография
Мурсалов Шохуб Османович родился в 1896 году в селе Пенсар, Ленкоранского уезда, Бакинской губернии в семье землевладельца, мецената своего времени Гаджи Османа. Отец Шохуба Гаджи Осман открыл в 1912 году первую в селе Пенсар школу в которой преподавались только светские науки. До открытия школы в деревне были только медресе при мечетях. В советский период с 1930-х годов школа открылась, как "Школа советских тружеников" и учились в ней уже и девочки. Именно эту, основанную отцом школу, окончил Шохуб Мурсалов.
После Мурсалов продолжил обучение в Закавказской (Горийской) учительской семинарии в городе Баку. До 1930-х годов Мурсалов преподавал в школе в центре Астары, которая тогда называлась «Каменной школой».

### Творческая деятельность
С 1920-х годов начался период политики коренизации, создания и развития социальных и культурных институтов для талышей. С целью ликвидации неграмотности среди талышей в в 1928 году на основе латинской графики был создан алфавит талышского языка. В этот период были открыты школы на талышском языке, а в городе Ленкорань был организован Талышский педагогический техникум. Были написаны учебники для неполного среднего образования до 6 класса талышских школ. В период 1930—1938 гг. на талышском языке было издано много переводов художественной литературы, талышский язык был исследован и азербайджанскими учеными языковедами.
Музаффар Насирли с Шохубом Мурсаловым впервые подготовили книги на талышском языке для талышских школ.
В 1929 году он вместе с Музаффаром Насирли издал первую книгу на талышском языке «Səvodin bıbən» («Будьте образованными»). В том же 1929 году вышла в свет их книга «İminci Kitob» («Первая книга») букварь для талышских школ тиражом в 2000 штук.
В свое работе «Поэт М.Насирли» талышский исследователь Эльнур Агаев пишет, что в 1930 годы XX века при написании книг для талышских школ Насирли и Мурсалов писали детские стихотворения на талышском языке, но Зульфугар Ахмедзаде очень раскритиковал эти первые стихотворения, сославшись на искажение размера и рифмы в стихотворениях, отсутствие поэтичности.
С 1930 годов Мурсалов активно занимается и переводческой деятельностью. Одним из примеров его переводческой деятельности является осуществленный им перевод произведения Л.Н. Толстого «Рассказы о животных» («Çı həyvonon həxədə hikoyon») на талышский язык, изданного в 1935 году.
В том же 1935 году были изданы переводы на талышский язык произведения М.Ф. Ахундова «Повесть о Мусье Жордане — учёном-ботанике и дервише Масталишахе, знаменитом колдуне» (тал. «Çı nəbatati həkim Musyo Jordani de coduəkə dəvişi Məstəli Şahi nəğl») и популярного рассказа В.И. Дмитриевой «Малыш и Жучка» (тал. «Rukəli iyən Pisə»), выдержавшего более двадцати изданий.
В 1936 году выходит перевод Мурсалова на талышский язык повести И.В. Тургенева «Муму». Редактором в переведённых произведениях Ш. Мурсалова выступал З. Ахмедзаде, а техническим и выпускающим редактором Иззат Абдуллаев.
Мурсалов, как весьма талантливый человек своего времени умел играть на таре.

### Война и гибель
После пленума ЦК, состоявшегося 6 июня 1937 г. накануне XIII съезда Компартии Азербайджана, где обсуждался вопрос о содержании предстоящего отчёта ЦК съезду в числе других был затронут вопрос об очищении азербайджанского языка. Один из участников обсуждения заговорил о необходимости «очищения татского языка». На что Мирджафар Багиров сказал — «Я думаю, пора перейти от татского, курдского, талышского языков к азербайджанскому языку. Наркомпрос должен проявить инициативу, все они азербайджанцы.» После данного пленума было принято решение об отходе от обучения на иных языках и перехода на азербайджанский язык. К 1936-1938 годам талышская интеллигенция была подвергнута репрессиям, талышские школы закрыты, издание книг и газет прекращено.
После 1937 года в сложившейся политической и культурной ситуации Ш. Мурсалова не постигла судьба его коллег из талышской интеллигенции того времени репрессированных режимом.
В 1942 году был призван на фронт Великой Отечественной войны из г. Баку, Азербайджанской ССР, направлен в 88-й запасной стрелковый полк. 1 января 1943 года был направлен на курсы санитарных инструкторов.
Погиб в битве в Краснодарском крае, датой смерти можно считать дату выбытия – 7 мая 1943 года. Захоронен сержант Мурсалов Ш.О. на поселковом кладбище (Братская могила советских воинов) в поселке Ильский, Северского района, Краснодарского края.

### Переводчик
- «Çı nəbatati həkim Musyo Jordani de coduəkə dəvişi Məstəli Şahi nəğl», («Повесть о Мусье Жордане — учёном-ботанике и дервише Масталишахе, знаменитом колдуне»), Баку, 1935.,
- «Çı həyvonon həxədə hikoyon», («Рассказы о животных»), Баку, 1935.,
- «Rukəli iyən Pisə», («Малыш и Жучка»), Баку, 1935.,
- «Mumu», («Муму»), Баку, 1936

### Учебники
- В соавторстве с М. Насирли, “İminci Kitob” («Первая книга»)., 1929.,
- В соавторстве с М. Насирли, "Səvodin-Bьbən" ("Будьте образованными")., 1930.